# Retuerta de Bullaque
Retuerta de Bullaque är en ort i Spanien.   Den ligger i provinsen Provincia de Ciudad Real och regionen Kastilien-La Mancha, i den centrala delen av landet, 120 km sydväst om huvudstaden Madrid. Retuerta de Bullaque ligger 744 meter över havet och antalet invånare är 1 049.
Terrängen runt Retuerta de Bullaque är kuperad västerut, men österut är den platt.  Trakten runt Retuerta de Bullaque är nära nog obefolkad, med mindre än två invånare per kvadratkilometer. Närmaste större samhälle är Navahermosa, 19,7 km norr om Retuerta de Bullaque. Trakten runt Retuerta de Bullaque består i huvudsak av gräsmarker.